# لوكا بوتشي
لوكا بوتشي (بالإيطالية: Luca Bucci)‏ هو لاعب كرة قدم (مواليد 13 مارس 1969) . يلعب مع منتخب إيطاليا لكرة القدم. سبق له أن لعب في كأس العالم لكرة القدم مع منتخب بلاده.

## روابط خارجية
- لوكا بوتشي على موقع الاتحاد الدولي (مؤرشف)  (الإنجليزية)
- لوكا بوتشي على موقع قاعدة بيانات كرة القدم.إي يو (الإنجليزية)
- لوكا بوتشي على موقع ناشيونال فوتبول تيمز (الإنجليزية)
- لوكا بوتشي على موقع Soccerway.com (الإنجليزية)
- لوكا بوتشي على موقع عالم كرة القدم.نت (الإنجليزية)